# Ouled Ben Abdelkader
Ouled Ben Abdelkader là một đô thị thuộc tỉnh Chlef, Algérie. Dân số thời điểm năm 2002 là 17.385 người.